# 2017년 런던 영화 비평가 협회상
제38회 런던 영화 비평가 협회상은 2018년 1월 28일에 열린 시상식이다.

## 수상 및 후보

### 작품상
- 쓰리 빌보드 - 마틴 맥도나 수상
- 콜 미 바이 유어 네임 - 루카 구아다니노
- 덩케르크 - 크리스토퍼 놀란
- 겟 아웃 - 조던 필
- 신의 나라 - 프란시스 리
- 레이디 버드 - 그레타 거윅
- 러브리스 - 안드레이 즈비아긴체프
- 팬텀 스레드 - 폴 토마스 앤더슨
- 플로리다 프로젝트 - 션 베이커
- 셰이프 오브 워터: 사랑의 모양 - 기예르모 델 토로

### 외국어영화상
- 엘르 - 폴 버호벤 수상
- 아가씨 - 박찬욱
- 아쿠아리우스 - 클레버 멘돈사 필로
- 로우 - 쥘리아 뒤쿠르노
- 러브리스 - 안드레이 즈비아긴체프

### 다큐멘터리 작품상
- 아이 엠 낫 유어 니그로 - 라울 펙 수상
- 78/52 - 알렉상드르 오 필립
- 휴먼 플로우 - 아이 웨이웨이
- 제인 - 브렛 모겐
- 더 워크 - 제이러스 맥리어리 외 1명

### 감독상
- 플로리다 프로젝트 - 션 베이커 수상
- 덩케르크 - 크리스토퍼 놀란
- 셰이프 오브 워터: 사랑의 모양 - 기예르모 델 토로
- 콜 미 바이 유어 네임 - 루카 구아다니노
- 쓰리 빌보드 - 마틴 맥도나

### 작가상
- 쓰리 빌보드 - 마틴 맥도나 수상
- 콜 미 바이 유어 네임 - 제임스 아이보리
- 겟 아웃 - 조던 필
- 레이디 버드 - 그레타 거윅
- 팬텀 스레드 - 폴 토마스 앤더슨

### 여우주연상
- 쓰리 빌보드 - 프란시스 맥도맨드 수상
- 필름 스타스 돈 다이 인 리버풀 - 아네트 베닝
- 레이디 맥베스 - 플로렌스 퓨
- 엘르 - 이자벨 위페르
- 셰이프 오브 워터: 사랑의 모양 - 샐리 호킨스

### 남우주연상
- 콜 미 바이 유어 네임 - 티모시 샬라메 수상
- 팬텀 스레드 - 다니엘 데이 루이스
- 겟 아웃 - 다니엘 칼루야
- 다키스트 아워 - 게리 올드만
- 더 디제스터 아티스트 - 제임스 프랭코

### 여우조연상
- 팬텀 스레드 - 레슬리 맨빌 수상
- 아이, 토냐 - 앨리슨 제니
- 더 빅 식 - 홀리 헌터
- 레이디 버드 - 로리 멧칼프
- 어떤 여자들 - 릴리 글래드스톤

### 남우조연상
- 패딩턴 2 - 휴 그랜트 수상
- 콜 미 바이 유어 네임 - 마이클 스털버그
- 쓰리 빌보드 - 샘 록웰
- 플로리다 프로젝트 - 윌렘 대포
- 쓰리 빌보드 - 우디 해럴슨

### 영국작품상
- 덩케르크 - 크리스토퍼 놀란 수상
- 신의 나라 - 프란시스 리
- 레이디 맥베스 - 윌리엄 올드로이드
- 패딩턴 2 - 폴 킹
- 쓰리 빌보드 - 마틴 맥도나

### 영국감독상
- 신의 나라 - 프란시스 리 수상
- 나는 마녀가 아니다 - 룬가노 니오니
- 레이디 맥베스 - 윌리엄 올드로이드
- 레이디 맥베스 - 앨리스 버치
- 패딩턴 2 - 사이몬 파너비

### 영국여우주연상
- 셰이프 오브 워터: 사랑의 모양 - 샐리 호킨스 수상
- 다프네 - 에밀리 비샴
- 레이디 맥베스 - 플로렌스 퓨
- 빅토리아 & 압둘 - 주디 덴치
- 오리엔트 특급 살인 - 주디 덴치
- 패딩턴 2 - 샐리 호킨스
- 레이디 버드 - 시얼샤 로넌
- 러빙 빈센트 - 시얼샤 로넌

### 영국남우주연상
- 겟 아웃 - 다니엘 칼루야 수상
- 더 킬링 오브 어 세이크리드 디어 - 콜린 파렐
- 매혹당한 사람들 - 콜린 파렐
- 팬텀 스레드 - 다니엘 데이 루이스
- 다키스트 아워 - 게리 올드만
- 스페이스 비트윈 어스 - 게리 올드만
- 신의 나라 - 조쉬 오코너

### 영국아역상
- 바닷가의 쥐들 - 해리스 디킨슨 수상
- 덩케르크 - 핀 화이트헤드
- 로건 - 다프네 킨
- 서버비콘 - 노아 주프
- 잃어버린 도시 Z - 톰 홀랜드

### 영국단편영화상
- 위 러브 모세스 - 디온느 에드워즈 수상
- 더 클라우드 오브 언노잉 - 마이크 해논
- 더 도그 앤드 더 엘리펀트 - 마이크 샤프
- 튜즈데이 - 샬롯 웰스
- 유어 마더 앤 아이 - 안나 맥과이어

### 기술공헌상
- 블레이드 러너 2049 - 데니스 가스너 수상
- 베이비 드라이버 - 다린 프레스콧
- 덩케르크 - 한스 짐머
- 신의 나라 - 조슈아 제임스 리차드
- 레이디 맥베스 - 홀리 와딩턴
- 패딩턴 2 - 파블로 그릴로
- 팬텀 스레드 - 마크 브릿지
- 스타워즈: 라스트 제다이 - 벤 모리스
- 잃어버린 도시 Z - 다리우스 콘지
- 사랑의 마녀 - 엠마 윌리스

### 딜리스 파웰상
- 케이트 윈슬렛 수상